# Saccharomyces paradoxus
Saccharomyces paradoxus är en svampart som beskrevs av Bach.-Raich. 1914. Saccharomyces paradoxus ingår i släktet Saccharomyces och familjen Saccharomycetaceae.   Inga underarter finns listade i Catalogue of Life.

## Bildgalleri

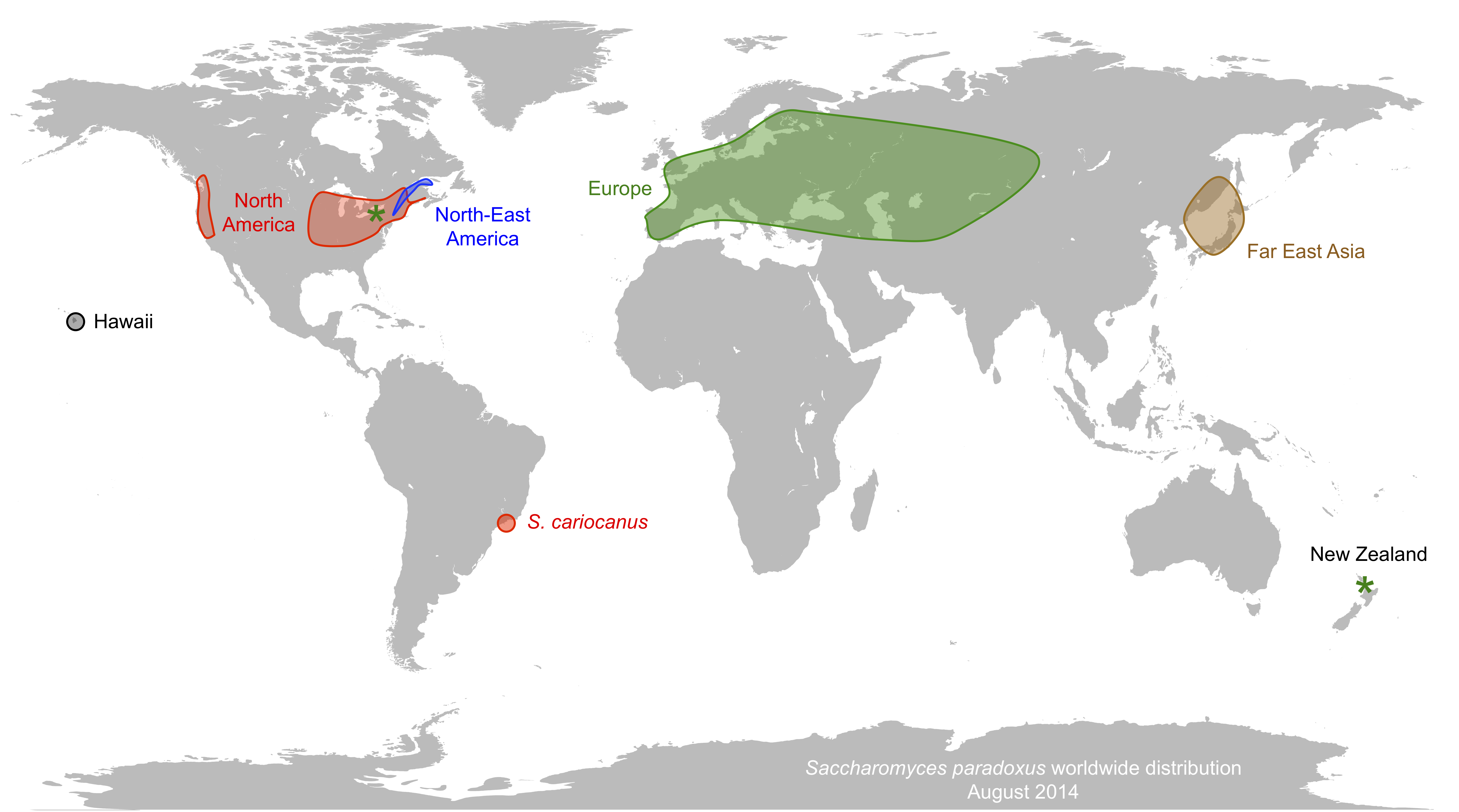
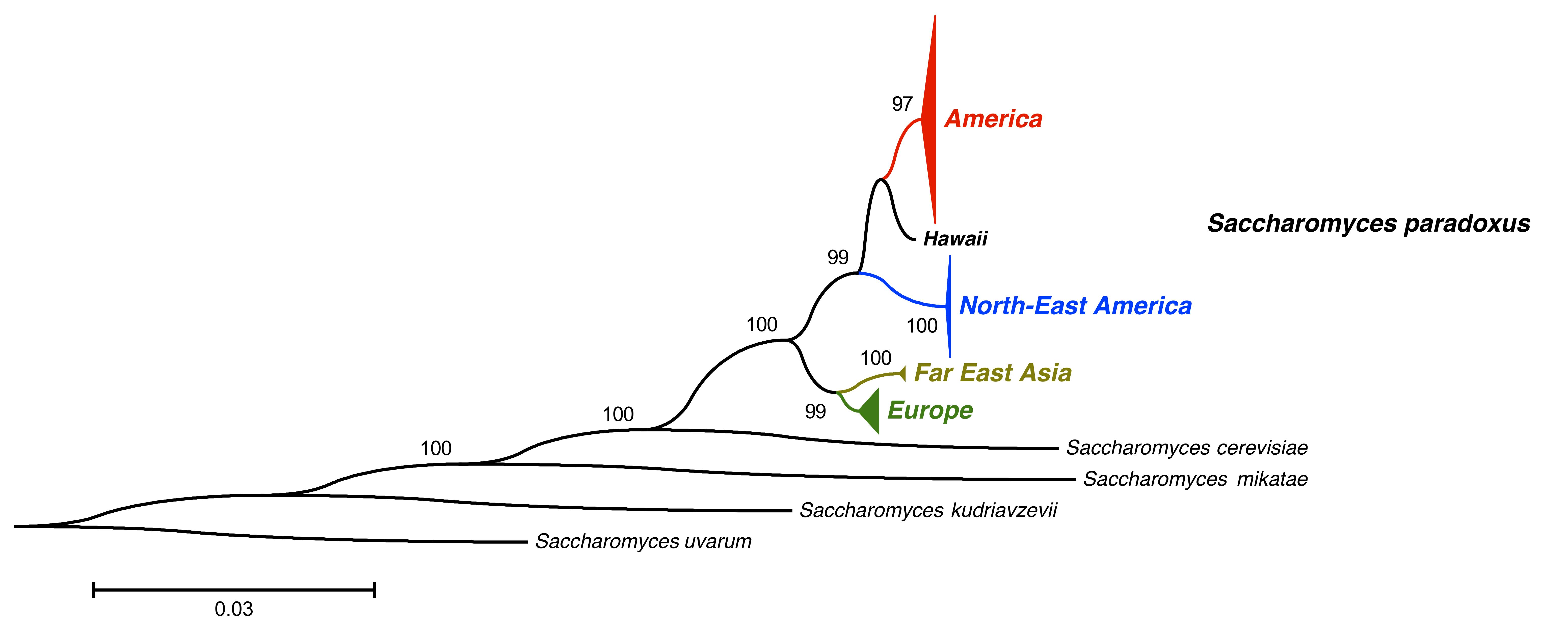